# Де Вит Гусман, Сантьяго
Сантьяго Де Вит Гусман (исп. Santiago De Wit Guzmán; род. 5 сентября 1964, Валенсия, Испания) — испанский прелат и ватиканский дипломат. Титулярный архиепископ Габалы с 21 марта 2017. Апостольский нунций в Центральноафриканской Республике с 21 марта 2017 по 30 июля 2022. Апостольский нунций в Чаде с 25 марта 2017 по 30 июля 2022. Апостольский нунций в Антигуа и Барбуде, Белизе, Гайане, Гренаде, Сент-Китсе и Невисе, Сент-Винсенте и Гренадинах, Суринаме и Тринидаде и Тобаго, а также апостольский делегат на Антильских островах с 30 июля 2022. Апостольский нунций на Багамских Островах, Барбадосе, Доминике, Сент-Люсии и Ямайке с 12 ноября 2022.